# مشعلية حليمية
مشعلية حليمية (الاسم العلمي:Aethionema papillosum) هي نوع من النباتات تتبع جنس المشعلية من الفصيلة الصليبية.